# Fallen (album Evanescence)
Fallen – debiutancki album studyjny grupy Evanescence, wydany 4 marca 2003 przez Wind-up Records w Los Angeles. Album składa się z 11 piosenek. W jego produkcji brali udział Amy Lee, Dave Fortman i Ben Moody. Popularność zdobyły single „Bring Me to Life”, „Going Under” i „My Immortal”, 2 utwory zostały umieszczone na ścieżce dźwiękowej Daredevil. Album sprzedał się w nakładzie 17 mln egzemplarzy, będąc przy tym największym sukcesem komercyjnym zespołu.
Nagrania w Polsce uzyskały certyfikat złotej płyty.

## Lista utworów
| #   | Tytuł                                 | Autor tekstu                                   | Czas trwania |
| --- | ------------------------------------- | ---------------------------------------------- | ------------ |
| 1.  | „Going Under”                         | Amy Lee, Ben Moody, David Hodges               | 3:35         |
| 2.  | „Bring Me to Life” (feat. Paul McCoy) | Amy Lee, Ben Moody, David Hodges               | 3:57         |
| 3.  | „Everybody’s Fool”                    | Amy Lee, Ben Moody, David Hodges               | 3:16         |
| 4.  | „My Immortal”                         | Amy Lee, Ben Moody                             | 4:24         |
| 5.  | „Haunted”                             | Amy Lee, Ben Moody, David Hodges               | 3:06         |
| 6.  | „Tourniquet”                          | Amy Lee, Ben Moody, David Hodges, Rocky Gray   | 4:38         |
| 7.  | „Imaginary”                           | Amy Lee, Ben Moody                             | 4:17         |
| 8.  | „Taking Over Me”                      | Amy Lee, Ben Moody, David Hodges, John LeCompt | 3:49         |
| 9.  | „Hello”                               | Amy Lee                                        | 3:40         |
| 10. | „My Last Breath”                      | Amy Lee, Ben Moody, David Hodges               | 4:07         |
| 11. | „Whisper”                             | Amy Lee, Ben Moody                             | 5:28         |

## Japońska edycja specjalna
| #   | Tytuł          | Autor tekstu                     | Czas trwania |
| --- | -------------- | -------------------------------- | ------------ |
| 12. | „Farther Away” | Amy Lee, Ben Moody, David Hodges | 3:58         |

Płyta DVD
| #  | Tytuł                                            | Autor tekstu                     | Czas trwania |
| -- | ------------------------------------------------ | -------------------------------- | ------------ |
| 1. | „Bring Me to Life” (feat. Paul McCoy) – Teledysk | Amy Lee, Ben Moody, David Hodges | 3:58         |